# Ухванова, Ирина Фроловна
Ухва́нова Ири́на Фро́ловна (род. 19 июня 1951 года в Минске) — доктор филологических наук, профессор, специальность «Языкознание», основатель и главный редактор научных серий: (МИПД) Методология исследований политического дискурса: актуальные проблемы содержательного анализа общественно-политических текстов. (Сборник научных статей, выходит с 1998 г., ISSN 20780532) и (D-ART) Discourse Linguistics and beyond (выходит с 2016 г.; с 2019 г. в изд-ве Jan Kochanowski University Press);  с 2013 г. председатель комиссии по лингвистике дискурса при МКС (Международном Комитете Славистов); член редколлегии научных журналов: в России («Филология и человек», ISSN 19907940, Алтайский государственный университет, г. Барнаул), Польше («Zesyty Prasoznawcze», ISSN 05550025, г. Краков) и США («Sino-US Englsh Teaching» ISSN 15398072).
Закончила английский факультет Минского государственного педагогического института иностранных языков (ныне Минский государственный лингвистический университет). С 1973  по 2020 гг. работала в Белорусском государственном университете на должности преподаватель, доцент (звание присвоено в 1980 г.), профессор (звание присвоено в 2001 г.), с 1998 по 2010 гг. заведующая общеуниверситетской кафедрой английского языка и речевой коммуникации.
В 1980 году защитила кандидатскую диссертацию на тему "Манипулятивная сущность буржуазной пропаганды", а в 1995 году докторскую диссертацию на тему «План содержания речевого знака: сущность и феноменология (на материале печатных средств массовой информации)».
В сферу исследовательских интересов входят: лингвистика дискурса, методология науки, качественные методы исследования текстов, дискурсов, дискурсных сообществ.
С 1991 года принимала активное участие в ряде национальных и международных проектов, в том числе была координатором национального проекта "Женщины Беларуси в зеркале эпохи" в рамках программы развития ООН (1996-1997); руководителем исследовательской дискурс-аналитической группы в рамках проектов INTAS 99-00245, British Academy SG 31102 и др. Была участником XXVII лингвистического конгресса в Париже и двух конгрессов Международного комитета славистов, выступала с пленарными докладами на научных конференциях в Беларуси (Минский лингвистический университет, Белорусский государственный университет, Белорусский национально-технический университет, Гродненский государственный университет), а также в  университетах Польши (Варшавский и Варминско-Мазурский университеты. В рамках двух программ Фулбрайта выступала с публичными лекциями в университетах США (Миннесотский университет, Миннеаполис; Ровенский университет, Нью Джерси; Калифорнийский университет, Сан Бернардино). Стажировалась в университетах Хамберсайд (Халл, Англия), Сорбонна (Париж, Франция), Линняуский университет (Кальмар, Швеция) и др. Автор научной школы каузально-генетического моделирования типов дискурса и дискурсных сообществ; опубликовано около 200 научных работ в том числе публикаций на английском, польском, русском, украинском, французском языках по проблемам методологии научных исследований, в том числе авторского каузально-генетического моделирования политического, академического, экспертного и др. типов дискурса. Автор методик дискурс-портретирования и реконструкции дихотомически организованных дискурс-картин, в том числе дискурс-картин "референтная-кортежная информация", "знание-отношение", "смысл-сущность",  "имидж-самоидентификация". Профессор Ухванова руководит аспирантами, защита трех из них успешно прошла в университетах Беларуси, Литвы и Польши (Белорусском государственном университете, Вильнюсском университете и Университете Яна Кохановского в Кельцах).